# Paraibuna
Paraibuna, oficialmente Estância Turística de Paraibuna, é um município brasileiro do interior do estado de São Paulo, na microrregião de Paraibuna/Paraitinga. Localiza-se a uma latitude 23º23'10" sul e a uma longitude 45º39'44" oeste, estando a uma altitude de 635 metros. Sua população estimada em 2019 era de 18 222 habitantes.
Localizado no Vale do Paraíba e cercado pela Serra da Mantiqueira, é um importante destino turístico, principalmente no segmento do turismo histórico e ecoturismo, devido às suas belezas naturais e riquezas de águas e culturais de herança caipira, além de suas danças típicas, culinária regional e exposições de artesanato. É considerada uma Estância Turística.

## Estância turística
Paraibuna é um dos 29 municípios paulistas considerados estâncias turísticas pelo Estado de São Paulo, por cumprirem determinados pré-requisitos definidos por Lei Estadual. Tal status garante a esses municípios uma verba maior por parte do estado para a promoção do turismo regional. Também, o município adquire o direito de agregar ao seu nome o título de Estância Turística, termo pelo qual passa a ser designado tanto pelo expediente municipal oficial quanto pelas referências estaduais.

## Toponímia
O topônimo Paraibuna é de origem tupi-guarani e significa "rio de águas escuras".

## História
Em 1666, um grupo de homens provindos de Taubaté e de São Paulo desceram o Rio Paraitinga, chegam no local em que este rio se encontra com o Rio Paraibuna, adentraram mata adentro e pararam num local situado a dois quilômetros do encontro dos rios, no qual se instalaram.
O dia em que os homens se instalaram naquele lugar era o dia 13 de junho de 1666, dia de Santo Antônio, então eles ergueram ali uma capela em louvor a este santo.
Em pouco tempo, outras pessoas foram chegando na região, erguendo suas moradias em torno da capela, assim formando o povoado de Santo Antônio da Barra de Paraibuna, ou se instalando em propriedades rurais. Por dezenas de anos, o povoado possuía poucas pessoas e era um ponto de pouso para aqueles que transitavam entre o Litoral Norte e o Vale do Paraíba.
No início, a economia do povoado estava voltada, sobretudo, para a agricultura de subsistência. A situação começa a mudar com o surgimento de alguns engenhos de cana-de-açúcar, no século XVIII.
Em 7 de dezembro de 1812, um alvará do Príncipe Regente D. João cria a freguesia de Santo Antônio de Paraibuna. A partir daí, a freguesia foi crescendo, prédios foram surgindo e neste afã nobre e estafante escoaram-se vários anos. O desejo dos moradores da freguesia era a elevação desta à categoria de vila.
Em 10 de julho de 1832, um decreto eleva a freguesia à categoria de vila, mantendo a sua denominação.
Em 1830, a cultura da cana-de-açúcar em Paraibuna é substituída pela cultura do café. Durante o ciclo do café, Paraibuna se desenvolve, a área rural se expandiu, diversas e grandes fazendas surgem e são construídos casarões no centro da cidade, que chamam a atenção pela beleza e tamanho. Em 1835, Paraibuna já registrava cerca de 34 fazendas cafeeiras e 87 sítios de culturas diversas.
Durante a Revolução de 1842, que dominou a Província de São Paulo, realizaram-se, em Paraibuna, manifestações de simpatia à nova causa, tendo, nessa ocasião, o Tenente Rodrigo Freire de Andrade Melo, mais conhecido por "Rodrigão", de uma das janelas da residência do Padre Valério, dirigido calorosas palavras ao povo que lotava a praça fronteiriça, culminando com um viva à República, provocando ovação da massa popular· O gesto de "Rodrigão" desagradou bastante o então Presidente da província, o que prejudicou, de certo modo, Paraibuna.
Devido ao fato dos paraibunenses terem apoiado a Revolução de 1842, somente em 30 de abril de 1857, por meio da Lei n° 44, que a vila de Santo Antônio de Paraibuna recebe o título de cidade, tendo seu topônimo simplificado para Paraibuna.
Com o declínio da cultura cafeeira em Paraibuna, ocorrido por volta de 1870, diversas fazendas passaram por dificuldades. Foi então que o cultivo do algodão foi ali introduzido, como uma alternativa de renda.
Paraibuna viveu um período de crise, declínio financeiro e pouca evolução entre 1890 e 1920. A situação começou a mudar com a implantação do Porto de São Sebastião e a construção de uma estrada ligando São José dos Campos ao Litoral Norte, passando por Paraibuna. Além disso, nessa época, diversas famílias mineiras migram para o município, ali introduzindo a pecuária leiteira, para a qual a economia municipal se volta. A produção de leite se torna forte, chegando por volta de 1960, aos 50 mil litros por dia.
Na década de 1970, a construção da Represa de Paraibuna fez alagar muitas terras baixas (várzeas), prejudicando de maneira significativa a produção de diversos produtos, inclusive, o leite, e gerando grande êxodo rural. Muitas das pessoas que deixaram o campo foram trabalhar na construção da represa – no auge da construção, a obra chegou a empregar cerca de 5 mil pessoas.
Com a conclusão das obras da represa, milhares de trabalhadores perderam seus empregos e muitos deles retornam ao campo, buscando uma alternativa na agricultura. A lavoura de feijão foi a principal, tornando Paraibuna, em 1980, como a maior produtora no Vale do Paraíba. O tomate e o milho também foram outras opções de investimento.
Na pecuária, os produtores preferiram apostar no gado de corte, que necessita de menos mão-de-obra e aplicação financeira.
Houve um aumento das atividades terciárias. O ramo imobiliário teve grande crescimento, pois os produtores que não se adaptaram aos novos usos do solo viram no setor imobiliário uma nova forma de recursos, sendo que muitos dividiram suas propriedades em chácaras que foram vendidas a outros que viam no ambiente tranquilo do município uma forma de obter o sossego que não encontram nos grandes centros urbanos.
As atividades turísticas ganham impulso e passam a ser a grande aposta de desenvolvimento.

## Geografia
O município de Paraibuna está localizado na região fisiográfica do Alto Paraíba, na Serra do Mar, sendo cortada pela Rodovia dos Tamoios, que liga São José dos Campos a Caraguatatuba, estando sua sede a cerca de 33 km e 48 km, respectivamente, das referidas sedes municipais.
A sede municipal desenvolve-se linearmente ao longo do Rio Paraibuna, principalmente na sua margem esquerda, onde se situam o Centro, o principal eixo viário - paralelo ao rio - e os principais bairros adjacentes – desde Alferes Bento, bastante acidentado, no norte, até o Bairro São Guido, também acidentado, no sul. Paralelamente à margem direita do rio, encontra-se a Rodovia dos Tamoios, com acessos à sede municipal pelos km 34 e 35.
Os municípios limítrofes são Jambeiro a norte, Redenção da Serra a nordeste, Natividade da Serra a leste, Caraguatatuba a sul, Salesópolis a sudoeste e Santa Branca a oeste.

### Hidrografia
Na cidade destacam-se três rios:
- Rio Paraibuna
- Rio Paraitinga
- Rio Paraíba do Sul

Chega do município de Cunha, o rio Paraibuna e, do município de Areias, o rio Paraitinga que deságua no rio Paraibuna e juntos combinam suas águas para formar o rio Paraíba do Sul, um dos mais importantes da Região Sudeste do Brasil.

### Rodovias
- SP-99

## Demografia

### Dados demográficos
Dados do Censo - 2010
População total: 17.388
- Homens: 8.837 (50,82%)
- Mulheres: 8.551 (49,18%)

Taxa de urbanização: 30,15%
Densidade demográfica: 21,4 hab/km²
Mortalidade infantil até 1 ano: 16,5 por mil
Expectativa de vida: 73,9 anos
Taxa de fecundidade: 1,9 filho por mulher
Taxa de analfabetismo (população de 15 anos ou mais de idade): 9,2%
Índice de Desenvolvimento Humano (IDH-M): 0,719
- IDH-M Renda: 0,709
- IDH-M Longevidade: 0,815
- IDH-M Educação: 0,642

## Economia
A economia do município é baseada na agropecuária, no beneficiamento de seus produtos, no artesanato e no turismo.

## Infraestrutura

### Comunicações
O sistema de telefones automáticos foi inaugurado na cidade pela Companhia de Telecomunicações do Estado de São Paulo (COTESP) em 1973. Já o sistema de discagem direta à distância (DDD) foi implantado em 1978 pela Telecomunicações de São Paulo (TELESP), com o código de área (0123).
Na década de 90 o código DDD da cidade foi alterado para (012), para padronização do sistema telefônico com a telefonia celular que estava sendo implantada em todo o estado.

## Religião
O Cristianismo se faz presente na cidade da seguinte forma:

### Igreja Católica
- A igreja faz parte da Diocese de São José dos Campos.[23]

### Igrejas Evangélicas
Entre as igrejas protestantes históricas, pentecostais e neopentecostais, encontram-se na cidade:
- Assembleia de Deus Ministério do Belém.[26][27]
- Congregação Cristã no Brasil.[28]